# Kalina (Wyszonowice)
Kalina – przysiółek wsi Wyszonowice w Polsce położony w województwie dolnośląskim, w powiecie strzelińskim, w gminie Wiązów.
W latach 1975–1998 przysiółek administracyjnie należał do województwa wrocławskiego.